# Le Landin
Le Landin este o comună în departamentul Eure, Franța. În 1 ianuarie 2022 avea o populație de 262 de locuitori.

## Comune vecine
| La Mailleraye-sur-Seine | Heurteauville          |                      |
| Hauville                |                        | Jumièges             |
|                         | Honguemare-Guenouville | Barneville-sur-Seine |